# Me estás matando, Susana
Me estás matando, Susana es una película mexicana dirigida por Roberto Sneider, estrenada el 19 de agosto de 2016 y protagonizada por Gael García Bernal y Verónica Echegui. Está basada en la novela Ciudades desiertas, de José Agustín. Fue presentada en la sección oficial del Festival Internacional de Cine en Guadalajara.

## Sinopsis
Me estás matando, Susana cuenta de forma humorística la historia de amor y desamor entre Eligio (García Bernal) y Susana (Echegui).
Eligio es un actor de teatro que ha recurrido a las telenovelas y los comerciales como medio de vida. Es un típico "macho mexicano", seductor, infiel, fiestero, desconsiderado, controlador y celoso. Su mujer Susana, por su parte, es una joven escritora española que quiere aprovechar el hecho de haber obtenido una beca por parte de una universidad en Iowa para abandonar súbitamente a Eligio y tener tiempo y tranquilidad para escribir su novela.
Tras investigar sobre su paradero, Eligio decide seguir a Susana a los Estados Unidos, donde la pareja se reconcilia. A partir de ahí, la película muestra las contradicciones entre el amor que Eligio siente por Susana y la idiosincrasia machista que arrastra.

## Elenco
- Gael García Bernal - Eligio
- Verónica Echegui - Susana
- Ashley Hinshaw - Irene
- Cassandra Ciangherotti - Marta
- Jadyn Wong - Altagracia
- Björn Hlynur Haraldsson - Slawomir
- Daniel Giménez Cacho - Editor
- Ilse Salas - Andrea
- Andrés Almeida - Adrián
- Gabino Rodríguez - Pato
- Tristan Carlucci - Cole
- Jeremy Walmsley - Doug
- Maite Suárez Diez - Nuria